# Kraftwerk Soto de Ribera
Das Kraftwerk Soto de Ribera (spanisch Central térmica de Soto de Ribera) ist ein Kohle- und Gas-und-Dampf-Kombikraftwerk (GuD) in der Gemeinde Ribera de Arriba, autonome Gemeinschaft Asturien, Spanien. Die Stadt Oviedo liegt ungefähr 5 km nördlich des Kraftwerks.
Die installierte Leistung des Kraftwerks beträgt 1480 MW. Es ist im Besitz von EDP und wird auch von EDP betrieben. Das Kraftwerk ging 1962 mit dem ersten Block in Betrieb.

## Kraftwerksblöcke
Das Kraftwerk besteht aus fünf Blöcken, die von 1962 bis 2011 in Betrieb gingen. Die folgende Tabelle gibt einen Überblick:
| Block | Max. Leistung (MW) | Betriebsbeginn | Turbine      | Generator    | Dampfkessel            | Status                           |
| ----- | ------------------ | -------------- | ------------ | ------------ | ---------------------- | -------------------------------- |
| 1     | 68                 | 1962           |              |              |                        | stillgelegt (seit November 2007) |
| 2     | 254                | 1967           | GE           | GE           | Combustion Engineering | stillgelegt (seit 2015)          |
| 3     | 361                | 1984           | Westinghouse | Westinghouse | Combustion Engineering | Stilllegung für 2021 beantragt   |
| 4     | 432                | 2008           | Alstom       | Alstom       | Alstom                 |                                  |
| 5     | 433                | 2011           | Alstom       | Alstom       | Alstom                 |                                  |

Das Kohlekraftwerk mit den Blöcken 1 bis 3 befindet sich auf der linken Seite des Nalón, das GuD-Kraftwerk mit den Blöcken 4 und 5 liegt dagegen auf der rechten Seite des Flusses. Die Jahreserzeugung des Kohlekraftwerks lag 2002 bei 4,836 Mrd. kWh. Bei den Blöcken 4 und 5 sind die Gas- und die Dampfturbine an eine gemeinsame Welle (single-shaft) angeschlossen.
Der älteste Block des Kraftwerks wurde im Jahr 2007 stillgelegt, Block 2 folgte im Jahr 2015. Der Betreiber EDP kündigte im Juli 2020 an, Block 3 im Laufe des Jahres 2021 endgültig stilllegen zu wollen. Zuvor hatte der Kraftwerksblock bereits mehr als ein Jahr lang keinen Strom mehr produziert.